# Catena Meije-Râteau-Soreiller
La Catena Meije-Râteau-Soreiller è un massiccio montuoso delle Alpi del Delfinato (Massiccio degli Écrins). Si trova in Francia (dipartimenti delle Alte Alpi e Isère).
Prende il nome dalle tre montagne più significative: la Meije, Le Râteau e dal massiccio del Soreiller.

## Collocazione
Secondo le definizioni della SOIUSA la Catena Meije-Râteau-Soreiller ha i seguenti limiti geografici: Col du Clot des Cavales, torrente Vénéon, torrente Romanche, Col du Clot des Cavales.
Essa raccoglie la parte nord del Massiccio degli Écrins.

## Classificazione
La SOIUSA definisce la Catena Meije-Râteau-Soreiller come un supergruppo alpino e vi attribuisce la seguente classificazione:
- Grande parte = Alpi Occidentali
- Grande settore = Alpi Sud-occidentali
- Sezione = Alpi del Delfinato
- Sottosezione = Massiccio degli Écrins
- Supergruppo = Catena Meije-Râteau-Soreiller
- Codice =  I/A-5.III-B

## Suddivisione
La Catena Meije-Râteau-Soreiller viene suddivisa in tre gruppi e cinque sottogruppi:
- Gruppo della Meije (7)
  - Nodo del Pic Gaspard (7.a)
  - Nodo della Meije (7.b)
- Gruppo del Râteau (8)
  - Nodo del Râteau (8.a)
  - Catena Grave-Lauze-Jandri (8.b)
  - Catena Lac Noir-Toura-Pic du Diable (8.c)
- Massiccio del Soreiller (9)

## Montagne

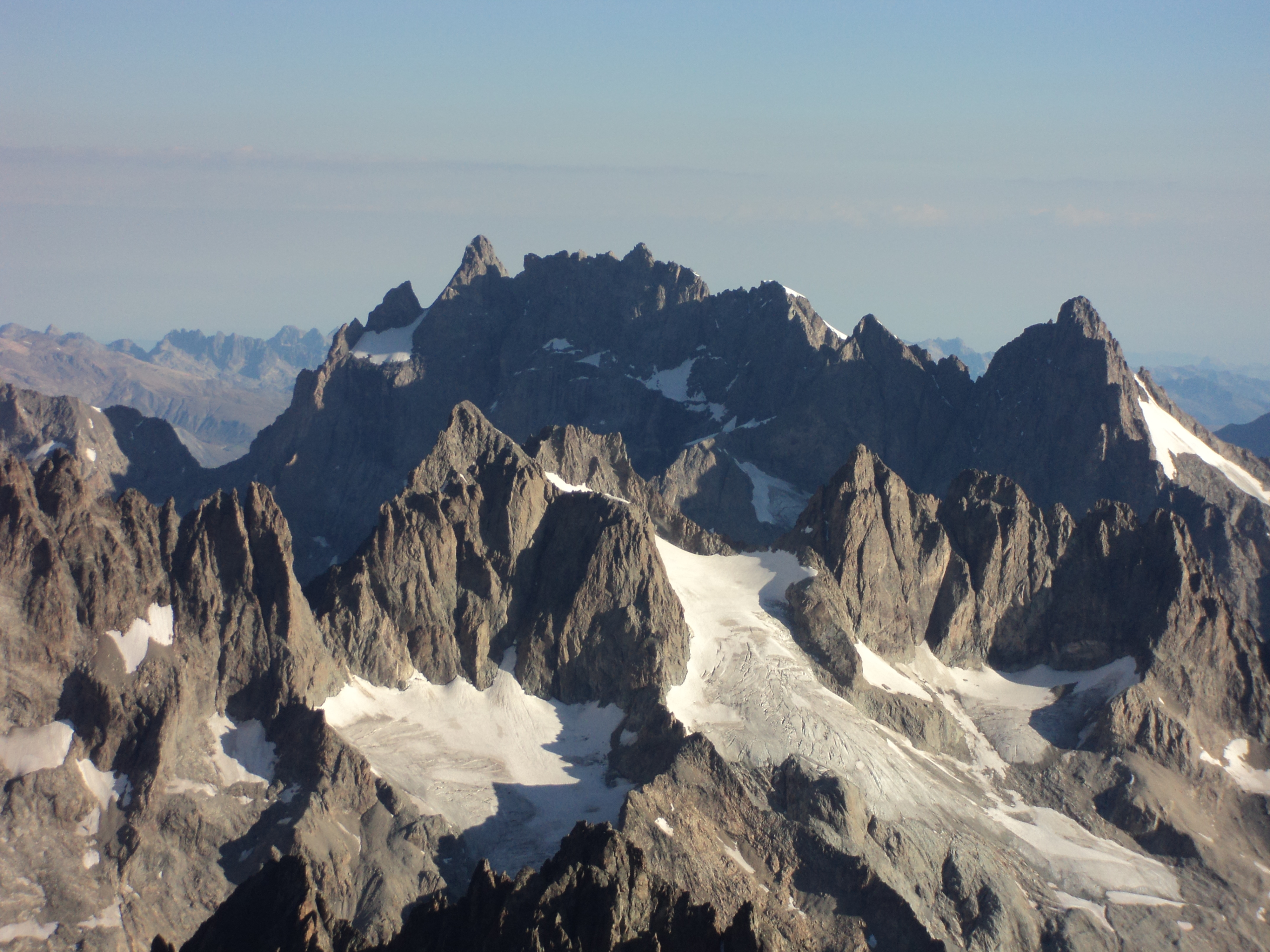
Il Gruppo della Meije visti dal Dôme de neige des Écrins.

Le montagne principali appartenenti alla Catena Meije-Râteau-Soreiller sono:
- Meije - 3.983 m
- Pic Gaspard - 3.881 m
- Le Pavé - 3.823 m
- Le Râteau - 3.809 m
- Pic de la Grave - 3.667 m
- Aiguille du Plat de la Selle - 3.596 m
- Aiguille du Plaret - 3.584 m
- Dôme de la Lauze - 3.568 m
- Tête du Replat - 3.428 m
- Tête du Rouget - 3.418 m
- Aiguille Orientale du Soreiller - 3.382 m
- Aiguille Centrale du Soreiller - 3.338 m
- Pointes de Burlan - 3.299 m
- Mont Jandri - 3.288 m
- Aiguille Occidentale du Soreiller - 3.280 m
- Aiguille Dibona - 3.131 m
- Tête de la Toura - 2.914 m